# Xylométazoline
La xylométazoline est un dérivé de l'imidazole à l'effet vasoconstricteur utilisé comme décongestionnant nasal topique, appliqué directement dans le nez par pulvérisation ou sous forme de gouttes. Elle ne doit pas être utilisée trop longtemps afin de ne pas développer de résistance au médicament et de susciter un effet rebond à la fin du traitement (rhinite médicamenteuse (en)).
Elle agit à travers son effet vasoconstricteur qui limite la tuméfaction des veines de la muqueuse nasale induite par l'inflammation provoquée par une infection ou une allergie. La molécule ressemble à celle de l'adrénaline et se lie aux récepteurs adrénergiques de la muqueuse. En raison de ses effets sympathicomimétiques, elle ne doit pas être utilisée lorsque la tension artérielle est élevée ou en présence de troubles cardiaques. Par ailleurs, l'usage excessif de ce médicament est susceptible de faire apparaître une tolérance qui en diminue les effets.

## Histoire médicale
Cette molécule fait partie de la liste des médicaments essentiels de l'Organisation mondiale de la santé (liste mise à jour en juillet 2023).
Il a été constaté que certains patients peuvent développer une dépendance aux vasoconstricteurs nasaux, durant de nombreuses années (des lavements nasaux à l'eau légèrement salée aux gouttes nasales à la cortisone comme inflammatoire.
Vendu comme médicament, cette molécule a été ajoutée (avec 11 autres) en 2020 à la liste noire des médicaments aux effets indésirables disproportionnés par rapport à leur faible efficacité ou à la bénignité de la situation clinique dans laquelle ils sont autorisés (liste publiée annuellement par la revue médicale Prescrire). Il est en 2020 encore disponible en Belgique, Suisse et ailleurs.